# Jörgen Lennartsson
Jörgen Lennartsson (* 10. April 1965 in Växjö) ist ein schwedischer Fußballtrainer. Zu Beginn seiner Trainerkarriere insbesondere im Jugendbereich tätig, gewann er im Erwachsenenbereich 2012 mit IF Elfsborg den schwedischen Meistertitel und 2015 mit IFK Göteborg den Landespokal.

## Werdegang
Lennartsson begann mit dem Fußballspielen in seiner Heimatstadt beim Växjö Norra IF. 1984 zog er zum unterklassig spielenden Amateurklub FK Växjö weiter, bei dem er 1986 seine Spielerkarriere frühzeitig beendete.
Parallel zu seiner kurzzeitigen Spielerkarriere engagierte Lennartsson sich frühzeitig als Trainer. Zunächst arbeitete er bei seinem Heimatverein Växjö Norra IF als Jugendtrainer. 1989 betreute er eine Spielzeit Vederslöv/Dänningelanda IF, ehe er als Nachwuchstrainer bei Östers IF anheuerte und in der U-20-Mannschaft des Klubs der von Hans Backe betreuten A-Mannschaft Talente zuführte.
1994 wechselte Lennartsson als Jugendtrainer zu Helsingborgs IF. Hier betreute er sechs Jahre die U-20-Mannschaft. 2000 beförderte der Klub ihn zum Assistenztrainer von Nanne Bergstrand. Mit dem amtierenden Meister erreichte er die Gruppenphase der UEFA Champions League, in der die Mannschaft nach einem Sieg gegen Rosenborg BK und Unentschieden gegen den FC Bayern München und Paris Saint-Germain den letzten Platz belegte. Zudem gelang in der Allsvenkan-Spielzeit 2000 die Vizemeisterschaft hinter Halmstads BK. Nach einem fünften Rang im folgenden Jahr war das Engagement Bergstrands und Lennartssons beim Klub beendet.
Vor Beginn der Zweitliga-Spielzeit 2002 übernahm Lennartsson beim Göteborger Klub BK Häcken seinen ersten Job als Cheftrainer. Mit dem Vorjahresabsteiger verpasste er lediglich aufgrund des schlechteren Torverhältnisses gegenüber dem Ortsrivalen Västra Frölunda IF als Tabellenvierter den Relegationsplatz zur Allsvenskan. Im folgenden Jahr führte er die Mannschaft auf diesen Platz, dort scheiterte er mit dem Klub nach einer 1:2-Heimniederlage trotz eines 1:0-Auswärtssieges aufgrund der Auswärtstorregel an GIF Sundsvall. Die dritte Spielzeit verlief erfolgreicher. Mit 19 Siegen in 30 Saisonspielen gelang mit sieben Punkten Vorsprung auf den von Gefle IF belegten zweiten Platz die Meisterschaft der zweiten Liga.
Kurz nach Saisonende verkündete Lennartsson, seinen Vertrag trotz des Aufstieges nicht verlängern zu wollen. Lennartsson verließ BK Häcken und wechselte als Verbandstrainer zum Svenska Fotbollförbundet. Dort wurde er einerseits Assistent von Tommy Söderberg bei der schwedischen U-21-Nationalmannschaft und übernahm andererseits die U-17-Auswahl als Cheftrainer. Nach einem Jahr rückte er als gleichberechtigter Partner Söderbergs zum U-21-Trainer auf. Nachdem die Mannschaft in der Qualifikation zur U-21-Europameisterschaft 2007 gescheitert war, führte das Duo die Auswahl beim Europameisterschaftsendrundenturnier 2009 ins Halbfinale, in dem sie der englischen Auswahl unterlag.
Im August 2010 gab Lennartsson seine Rückkehr in den Vereinsfußball zum Januar 2011 bekannt. Neuer Arbeitgeber war der norwegische Klub Stabæk IF, bei dem er seinen scheidenden Landsmann Jan Jönsson beerbte, der als Nachfolger von Nils Arne Eggen den norwegischen Rekordmeister Rosenborg BK übernommen hatte. Die ökonomischen Voraussetzungen stellten sich jedoch als weniger gut dar, im Sommer musste der Verein Veigar Páll Gunnarsson und Henning Hauger aus finanziellen Gründen abgeben. Als der schwedische Verein IF Elfsborg nach Ende der Allsvenskan-Spielzeit 2011 aufgrund des Abschieds des langjährigen Trainers Magnus Haglund einen Nachfolger suchte, war er daher erster Kandidat – wenngleich man versuchte, ihn in Norwegen zu halten und wegen seiner professionellen Einstellung lobte.
Im November 2011 wurde Lennartssons Engagement bei IF Elfsborg ab der Allsvenskan-Spielzeit 2012 in der schwedischen Presse gemeldet, am 29. November wurde er dort offiziell vorgestellt. Am Ende seiner ersten Spielzeit in der Verantwortlichkeit führte er die Mannschaft um Oscar Hiljemark, Stefan Ishizaki, Lars Nilsson und Niklas Hult zum schwedischen Meistertitel. In der folgenden Spielzeit knüpfte die Mannschaft jedoch nicht an den Erfolg an und reüssierte im mittleren Tabellenbereich. Am 30. September 2013 gab Elfsborg die sofortige Trennung von Lennartsson bekannt.
Ende November 2014 verpflichtete IFK Göteborg Lennartsson als Nachfolger des zum Ende der Spielzeit 2014 entlassenen Cheftrainers Mikael Stahre und vereinbarte einen Drei-Jahres-Vertrag. Im Mai des folgenden Jahres gewann er mit der Mannschaft um Mattias Bjärsmyr, Gustav Svensson, Haitam Aleesami, John Alvbåge und Sebastian Eriksson nach Toren von Lasse Vibe und Søren Rieks mit einem 2:1-Endspielerfolg über Örebro SK den schwedischen Landespokal, zum Ende der Spielzeit 2015 wurde sie hinter IFK Norrköping Vizemeister. In der Folge konnte er mit dem Klub den Erfolg nicht bestätigen, nach einem vierten Platz in der folgenden Spielzeit verpasste der Klub die erneute Qualifikation für den Europapokal. Nach einer 2:4-Niederlage gegen Örebro SK im Juli 2017 wurde Lennartsson mit der Mannschaft auf dem zehnten Tabellenplatz liegend von seinen Aufgaben entbunden.
Im Sommer 2018 schloss sich Lennartsson dem norwegischen Klub Lillestrøm SK an, bei dem er einen bis 2020 gültigen Vertrag unterzeichnete. In der Spielzeit 2018 führte er die im Abstiegskampf befindliche Mannschaft zum Klassenerhalt, wurde jedoch im Dezember 2019 nach Ende der regulären Spielzeit vor den anstehenden Relegationsspielen gegen Start Kristiansand freigestellt. Unter Interimslösung Tom Nordlie verpasste der Klub aufgrund der Auswärtstorregel den Klassenerhalt.
Nach Ende der Allsvenskan-Spielzeit 2020 kehrte Lennartsson zum Helsingborgs IF zurück, der in die zweitklassige Superettan abgestiegen war. Hier unterzeichnete er gemeinsam mit seinem als Assistenten verpflichteten Ex-HIF-Spieler Mattias Lindström einen Drei-Jahres-Kontrakt. Mit der Mannschaft belegte er in der Zweitliga-Spielzeit 2021 den dritten Tabellenplatz und schaffte über die Relegation, als Halmstads BK nach einer 0:1-Hinspielniederlage im Rückspiel mit 3:1 besiegt wurde, den Wiederaufstieg. Am 22. Mai 2022 wurde er entlassen, da sich der Klub nach einem missglückten Saisonstart am Tabellenende wiederfand.